# Enicospilus funebris
Enicospilus funebris là một loài tò vò trong họ Ichneumonidae.